# Dalea humilis
Dalea humilis är en ärtväxtart som beskrevs av George Don jr. Dalea humilis ingår i släktet Dalea, och familjen ärtväxter. Inga underarter finns listade i Catalogue of Life.